# Крижмани
Крижмани (словен. Križmani) — поселення в общині Осилниця, регіон Південно-Східна Словенія, Словенія.